# Natchitoches Parish
Das Natchitoches Parish (französisch Paroisse des Natchitoches) ist ein Parish im US-amerikanischen Bundesstaat Louisiana. Im Jahr 2020 hatte das Parish 37.515 Einwohner und eine Bevölkerungsdichte von 11,5 Einwohnern pro Quadratkilometer. Der Verwaltungssitz (Parish Seat) ist Natchitoches.

## Geografie

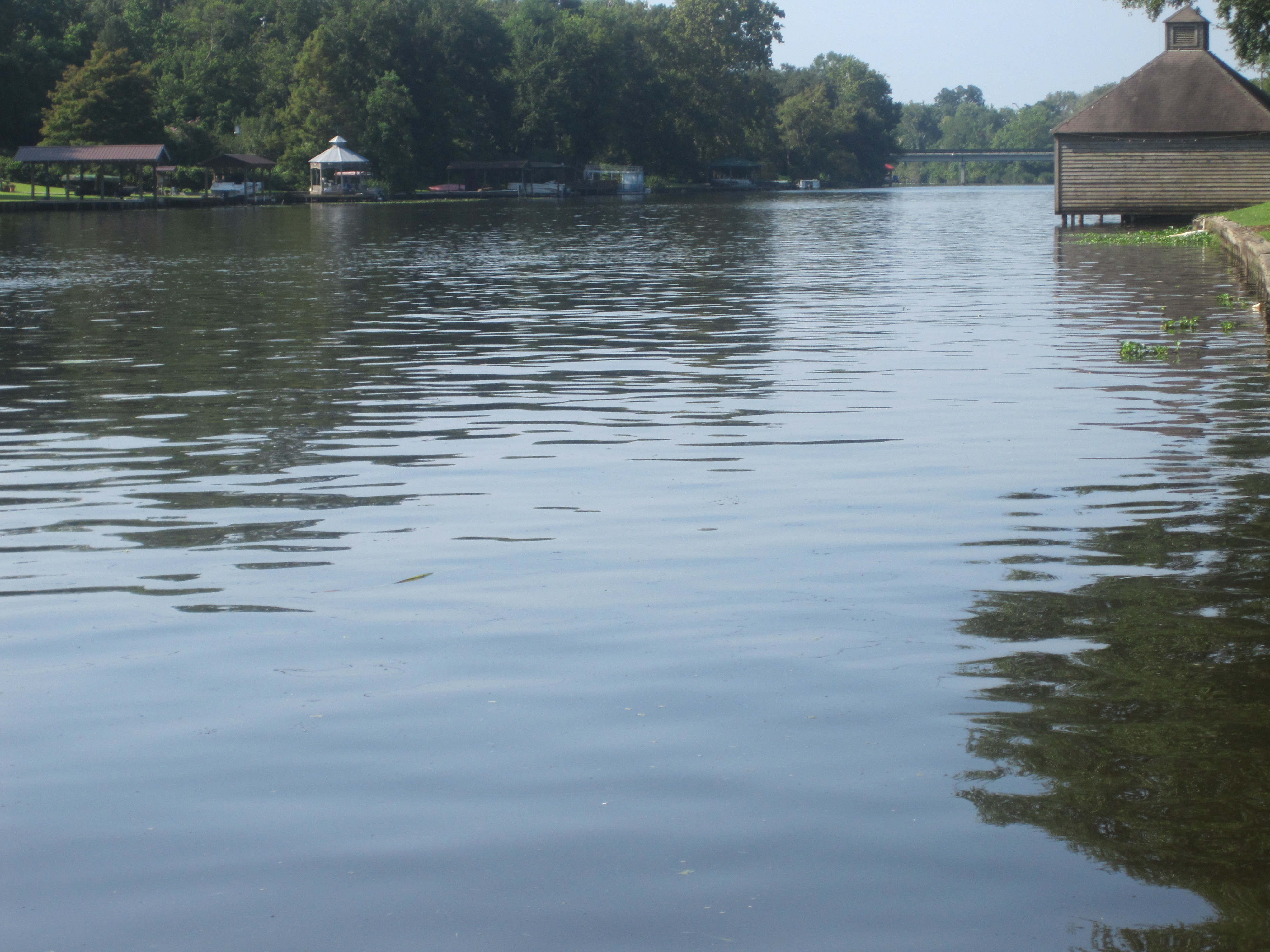
Der Cane River in Natchitoches

Das Parish liegt im Nordwesten von Louisiana, ist im Westen etwa 50 km von Texas, im Norden etwa 80 km von Arkansas entfernt und hat eine Fläche von 3365 Quadratkilometern, wovon 114 Quadratkilometer Wasserfläche sind.
Der größte Fluss ist der Red River, der das Parish in nordwest-südöstlicher Richtung durchfließt. Ein Altarm des Red River ist der Cane River, der durch die Stadt Natchitoches verläuft.
An das Natchitoches Parish grenzen folgende Parishes:
| Red River Parish             | Bienville Parish |                          |
| De Soto Parish Sabine Parish |                  | Winn Parish Grant Parish |
|                              | Vernon Parish    | Rapides Parish           |

## Geschichte
Das Natchitoches Parish wurde 1807 als eines der 19 Original-Parishes gebildet. Benannt wurde es nach den Natchitoches, einem zur Caddo-Konföderation gehörenden Indianervolk.
Fünf Gebäude und Stätten des Parish haben aufgrund ihrer geschichtlichen Bedeutung den Status einer National Historic Landmark. Insgesamt sind 36 Bauwerke und Stätten des Parish im National Register of Historic Places eingetragen (Stand 7. November 2017).

## Bevölkerung
Nach der Volkszählung im Jahr 2010 lebten im Natchitoches Parish 39.566 Menschen in 14.903 Haushalten. Die Bevölkerungsdichte betrug 12,2 Einwohner pro Quadratkilometer. In den 14.903 Haushalten lebten statistisch je 2,57 Personen.
Ethnisch betrachtet setzte sich die Bevölkerung zusammen aus 54,9 Prozent Weißen, 41,4 Prozent Afroamerikanern, 1,0 Prozent amerikanischen Ureinwohnern, 0,6 Prozent Asiaten sowie aus anderen ethnischen Gruppen; 2,0 Prozent stammten von zwei oder mehr Ethnien ab. Unabhängig von der ethnischen Zugehörigkeit waren 2,1 Prozent der Bevölkerung spanischer oder lateinamerikanischer Abstammung.
24,0 Prozent der Bevölkerung waren unter 18 Jahre alt, 61,2 Prozent waren zwischen 18 und 64 und 14,8 Prozent waren 65 Jahre oder älter. 52,3 Prozent der Bevölkerung waren weiblich.
Das jährliche Durchschnittseinkommen eines Haushalts lag bei 33.953 USD. Das Pro-Kopf-Einkommen betrug 20.802 USD. 26,0 Prozent der Einwohner lebten unterhalb der Armutsgrenze.

## Ortschaften
Inkorporierte Citys, Towns und Villages sowie nichtinkorporierte Census-designated places (CDP):
| Ort          | Einwohner 2010 | Einwohner 2013 | Einwohner 2020 | Typ     |
| ------------ | -------------- | -------------- | -------------- | ------- |
| Natchitoches | 18.323         | 18.275         | 18.039         | City    |
| Vienna Bend  | 1251           | 1191           | 1314           | CDP     |
| Campti       | 1056           | 1041           | 887            | Town    |
| Provencal    | 611            | 602            | 528            | Village |
| Natchez      | 597            | 583            | 489            | Village |
| Clarence     | 499            | 492            | 326            | Village |
| Goldonna     | 430            | 426            | 428            | Village |
| Point Place  | 400            | 272            | 382            | CDP     |
| Ashland      | 269            | 265            | 194            | Village |
| Robeline     | 174            | 172            | 117            | Village |
| Powhatan     | 135            | 133            | 101            | Village |

Weitere, von der Volkszählung nicht separat erfasste Unincorporated Communities:
| - Ajax - Allen - Bellwood - Bermuda - Bethel - Chestnut - Chopin - Cloutierville - Creston | - Cypress - Derry - Fairview Alpha - Fern - Flora - Galbraith - Gorum - Grand Ecore - Grappes Bluff | - Hagewood - Harris - Hyams - Irma - Janie - King Hill - Kisatchie - Kraft - Lakeview | - Lotus - Luella - Magnolia - Marco - Marthaville - Melrose - Mink - Montrose - Mora | - Odra - Readheimer - Sampusand - Shamrock - Skidder - Timon - Victoria - Vowells Mill - Wood |

## Gliederung

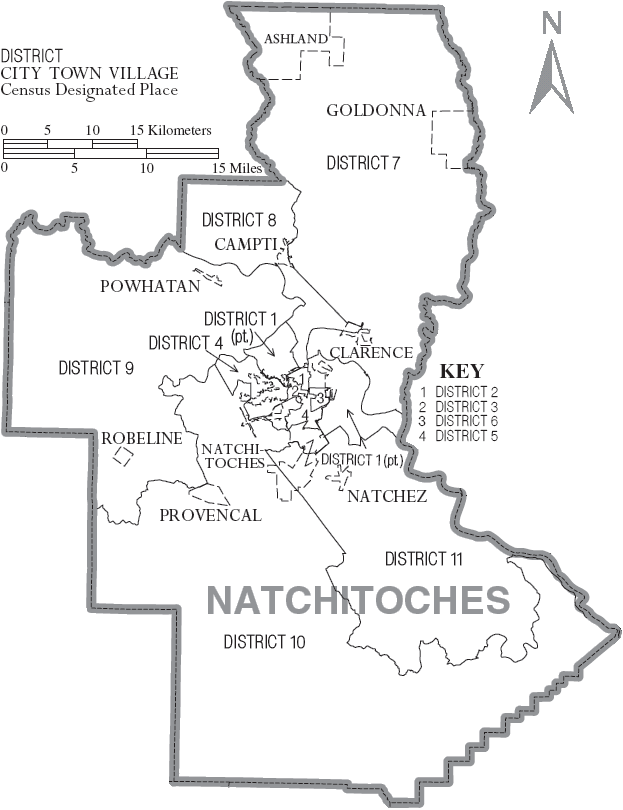
Karte des Natchitoches Parishes

Das Natchitoches Parish ist in 11 durchnummerierte Distrikte eingeteilt:
| Distrikt | Einwohner (2010) | FIPS     |
| -------- | ---------------- | -------- |
| 1        | 4393             | 22-94090 |
| 2        | 3055             | 22-94294 |
| 3        | 2811             | 22-94477 |
| 4        | 3558             | 22-94654 |
| 5        | 4407             | 22-94852 |
| 6        | 3693             | 22-95017 |
| 7        | 3779             | 22-95170 |
| 8        | 3284             | 22-95308 |
| 9        | 3481             | 22-95419 |
| 10       | 3553             | 22-95512 |
| 11       | 3552             | 22-95581 |